# Morpho sulkowskyi
Morpho sulkowskyi é uma borboleta neotropical da família Nymphalidae, subfamília Satyrinae e tribo Morphini, descrita em 1850 e distribuída pela Venezuela, Colômbia, Equador e Peru, em florestas nubladas; ecossistemas estes localizados na cordilheira dos Andes entre 2.000 e 3.500 metros de altitude no trópico, às vezes um pouco menos; locais onde abundam, ao longo da borda de rios, plantas de bambu do gênero Chusquea, alimento das lagartas. Visto por cima, o padrão básico da espécie (macho) apresenta asas de coloração azul iridescente translúcido e opalino com as pontas, e uma parte das margens, das asas anteriores de coloração enegrecida. Vista por baixo, apresenta asas de coloração castanho clara, com padrão de bandas mais claras, de um tom próximo ao bege, e com cinco ocelos nas asas posteriores e de quatro a cinco ocelos nas anteriores; podendo tais ocelos estar bem próximos a ponto de se unir. O dimorfismo sexual é acentuado, com as fêmeas menos frequentes e de coloração variegada, apresentando manchas de coloração castanha sobre as asas.

## Hábitos
Adrian Hoskins cita que a maioria das espécies de Morpho passa as manhãs patrulhando trilhas ao longo dos cursos de córregos e rios. Nas tardes quentes e ensolaradas, às vezes, podem ser encontradas absorvendo a umidade da areia, visitando seiva a correr de troncos ou alimentando-se de frutos em fermentação.

## Subespécies
M. sulkowskyi possui quatro subespécies:
- Morpho sulkowskyi sulkowskyi - Descrita por Kollar em 1850, de exemplar proveniente da Colômbia.
- Morpho sulkowskyi sirene - Descrita por Niepelt em 1911, de exemplar proveniente do Equador.
- Morpho sulkowskyi hoppiana - Descrita por Niepelt em 1923, de exemplar proveniente da Colômbia.
- Morpho sulkowskyi selenaris - Descrita por Le Moult & Réal em 1962, de exemplar proveniente do Peru.